# Roca Fantome
La Roca Fantome (en inglés: Fantome Rock) (54°0′S 38°1′O / -54.000, -38.017) es una roca peligrosa en medio de la ensenada Pájaro en Georgia del Sur, situada a unos 0,2 kilómetros al sur de punta Gony, en la isla Pájaro. Fue trazada por el personal de Investigaciones Discovery en el período 1926-1930 y nombrado por el Comité Antártico de Lugares Geográficos del Reino Unido en 1963 por el cortador del motor del HMS Owen que se perdió en el mar en 1961 cerca de esta roca.